# Thomas Vikström
Sven Erik Herman Thomas Vikström (nacido el 21 de enero de 1969), Thomas Vikström es un vocalista sueco más conocido por trabajar con bandas de hard rock y heavy metal como la legendaria banda de doom metal Candlemass (en sus inicios, durante sus últimos años, de 1991 a 1994) y en los power-metaleros Stormwind. Él es el hijo del cantante de ópera, Sven-Erik Vikström. También es un vocalista permanente de la banda de metal sinfónico Therion.

## El teatro musical
Inspirado por su padre, Vikström comenzó desempeñando papeles en producciones teatrales en el escenario del "Folkan", teatro de Estocolmo en 1990. En 1991 hizo el papel principal de la ópera "Hoffman aventura" en Estocolmo. También desempeñó el papel principal como "Juan" en el musical "Miss Saigon" desde finales de 1997 a diciembre de 1998.
Desde el año 2009, es miembro permanente de Therion.

## Discografía
- Talk Of The Town - charla de la ciudad (1988)
- Candlemass - Capítulo VI (1992)
- Candlemass - Sjunger Furst Sigge (EP, 1993)
- Thomas Vikström (solo) - If I Could Fly (1994)
- Brazen Abbot - Live and Learn (Vikström canta en tres canciones solamente, 1995)
- Brazen Abbot - Ojo de la Tormenta (Vikström canta en dos canciones solamente, 1996)
- Brazen Abbot - Bad Religion (Vikström canta en tres canciones solamente, 1997)
- Stormwind - Stargate (1998)
- Stormwind - El cielo puede esperar (1999)
- Stormwind - Resurrection (2000)
- Stormwind - Reflexiones (2001)
- Stormwind - Rising Symphony (2003)
- Stormwind - Legacy (en vivo) (2004)
- Silent Memorial - Balonmano Cósmica (estreno en Asia solamente, 2004)
- Dark Illusion - Para Just Another Night (EP, 2003)
- Dark Illusion - Más allá de las sombras (2005)
- Deacon Street - II (Vikström canta en tres canciones sólo de 2006)
- 7 Días - El peso del mundo (2006)
- Mehida - Sangre y Agua (2007)
- Etherna - Now or Never (Radio Show Theme Song) (2008)
- Cubierta de llamadas - El dinero nunca duerme (2009)
- Enlighted - Time to Fly (2009)
- Dark Illusion - Cuando los Eagles Fly (2009)
- Therion - Sitra Ahra (2010)
- Queen Symphonic Rhapsody - Queen Symphonic Rhapsody (Live) (2012)
- AfterDreams - Wild Fire (Guest) (2013)

## Otras bandas
Vikström también tocó los teclados en Talismán, aunque no sacó ningún disco con ellos.
A mitad de los años 90 formó parte de la coverband de Queen "Silvia The Queenf Sweden".
Desde 2011, Thomas Vikström es uno de los vocalistas de Queen Symphonic Rhapsody, un espectáculo español que combina una banda de rock y una orquesta sinfónica para tocar covers del mítico grupo Queen.
En el año 2019 participó en la IV parte de Legado de una tragedia, en el tema "Y Judas Traicionó al Señor" cantando en Español.